# Bjättlunda församling
Bjättlunda församling var en församling  i Skara stift i nuvarande Ulricehamns kommun. Församlingen uppgick efter 1546 i Timmele församling.
Lämningarna efter Bjättlunda kyrka var synliga fram till 1860-talet. En minnessten är rest på den gamla kyrkplatsen i Bjättlunda by.

## Administrativ historik
Församlingen har medeltida ursprung och uppgick efter 1546 i Timmele församling och ingick före dess i pastorat med denna församling.